# Karlheinz Bauer (Archivar)
Karlheinz Bauer (* 17. Mai 1935 in Göppingen) ist ein ehemaliger deutscher Archivar und Autor.

## Leben
Nach dem Besuch des Freihof-Gymnasiums Göppingen machte Bauer die Ausbildung für den gehobenen Verwaltungsdienst an der Staatlichen Verwaltungsschule Stuttgart. Nach der Prüfung arbeitete er als Verwaltungsbeamter 1956 bis 1960 bei der Stadtkämmerei der Stadt Stuttgart, 1960 bis 1966 beim Hauptamt der Stadt Geislingen an der Steige. Er machte eine zusätzliche Ausbildung an den Staatsarchiven in Stuttgart und Ludwigsburg und wechselte anschließend in den Archivdienst.
Von 1966 bis 1977 war er Stadtarchivar in Geislingen an der Steige, wo er zugleich die Leitung des Kulturamts und der Volkshochschule wahrnahm. 1969 gründete er in Geislingen zusammen mit Musiklehrer Erich Läßle die städtische Musikschule, die er bis 1977 leitete. Von 1977 bis zur Zurruhesetzung 1995 war er als Stadtarchivar in der Stadt Aalen tätig.
Er lebt als Pensionär in Geislingen an der Steige (Kreis Göppingen), ist verheiratet und hat zwei Kinder.
Bauer befasst sich mit Kulturgeschichte, war auf historischem Gebiet in der Erwachsenenbildung mit Vorträgen, Seminaren und Studienfahrten tätig und ist Autor von Veröffentlichungen.
1991 erhielt er den Schubart-Literaturpreis der Stadt Aalen.
Im Ruhestand hat er sich auf die Kulturgeschichte der arabischen Länder und des Islam spezialisiert.
Privat gilt seine Leidenschaft der Orgel. Seit 1950 ist er als Organist in Göppingen, Geislingen, Aalen und noch heute im Kirchenbezirk Geislingen tätig.

## Schriften (Auswahl)
- Geschichte der Stadt Geislingen an der Steige, Band 2: Vom Jahre 1803 bis zur Gegenwart. Maurer, Geislingen 1975, ISBN 3-87517-003-2.
- Mit Anton J. Brandl, Eva Leistenschneider: Evangelische Stadtkirche Geislingen an der Steige. Schnell + Steiner, Regensburg 2012, ISBN 3-7954-6913-9.
- Böhmenkirch: Böhmenkirch Band 2. Konrad, Weissenhorn in Schwaben 1994, ISBN 3-87437-356-8.
- Vorwärts ist die grosse Losung – Die Arbeiterbewegung im Raum Aalen von den Anfängen bis 1933. Distel-Verlag, Heilbronn 1992, ISBN 3-923208-34-0.
- Amstetten – Geschichte einer Albgemeinde. Hermann, Schlat 2003, ISBN 3-00-012405-5.
- Leben und Werk – Autobiografie. Messelstein-Verlag, Donzdorf 2023, ISBN 978-3-00-077042-5.